# Diacavolinia limbata
Diacavolinia limbata is een slakkensoort uit de familie van de Cavoliniidae. De wetenschappelijke naam van de soort is voor het eerst geldig gepubliceerd in 1836 door d'Orbigny.